# Cyclocephala undata
Cyclocephala undata är en skalbaggsart som beskrevs av Olivier 1789. Cyclocephala undata ingår i släktet Cyclocephala och familjen Dynastidae. Inga underarter finns listade i Catalogue of Life.